# Вампиры (субкультура)
Вампирская субкультура, или же «реальные вампиры» — современная субкультура, существующая в странах Европы и Америки и состоящая из людей, считающих себя вампирами и практикующих вампиризм в той или иной форме или же просто поддерживающих соответствующий имидж. Единую направленность течения трудно определить — оно может рассматриваться и как фэндомная группа, и как сексуальная субкультура, и даже как новое религиозное движение.

## История
Точную дату возникновения вампирской субкультуры определить невозможно, однако предполагается, что она зародилась ещё в 1970-х годах среди поклонников творчества писательницы Энн Райс. Именно роман «Интервью с вампиром» во многом послужил толчком к её зарождению. На сегодняшний день внутри движения существуют несколько относительно самостоятельных фэндомов — представители его «стилевого» течения могут быть особо увлечёнными игроками в Vampire: The Masquerade, любителями книг Поппи Брайт или даже Шарлин Харрис. Также данные представители могут вдохновляться такими произведениями как: аниме и манга Hellsing, фильмом Мрачные тени или сериалом  Чем мы заняты в тени.
Сообщества приверженцев «вампирского стиля жизни» распространились в Великобритании в 1980-е годы и достигли пика своего развития в 1990-х. «Вампиры» стилевого толка нашли взаимопонимание с готами, многие из которых использовали в своём имидже аналогичные элементы, и отчасти слились с ними. В наше время некоторых любителей готической и индастриал-музыки иногда необоснованно путают с «вампирами», однако на самом деле между этими субкультурами мало общего, и они часто демонстративно дистанцируются друг от друга.

## «Вампирский стиль жизни» и «реальные вампиры»
Исследователи разграничивают два направления внутри субкультуры — приверженцев «вампирского стиля» и тех, которые называют себя «реальными вампирами». Первые интересуются вампирской тематикой в искусстве, превращая её в своеобразное хобби и имитируя внешний вид любимых персонажей; при этом они чаще всего рассматривают это как игру и не практикуют питьё крови в обычной жизни. Вторые заявляют, что «на самом деле» являются вампирами и действительно нуждаются в человеческой крови или энергии для поддержания нормального самочувствия. Отношения между этими двумя течениями весьма напряжённые — «стилевые» вампиры считают «реальных» психически неуравновешенными личностями, а те, в свою очередь, презрительно отзываются о приверженцах «вампирского стиля» как о «позёрах». «Реальные вампиры» часто считают дурным тоном проявлять интерес к увлечениям «стилевых» — например, литературе или ролевым сеттингам; тем не менее, эти произведения оказали заметное влияние на их собственное сообщество. Даже этический кодекс «Чёрная вуаль», соблюдаемый многими «реальными вампирами», поразительно схож со сводом правил Маскарада из ролевой игры Vampire: The Masquerade, которую они оценивают негативно.
«Стилевые» вампиры часто организуют клубы по интересам — «ковены», «гильдии», «убежища» — со своими особыми правилами поведения, дресс-кодами и сленгом. Некоторые мероприятия таких сообществ (например, костюмированные вечеринки) могут проходить и в местах, доступных более широкой публике — например, в готических клубах.
Обе группы представителей субкультуры выделяют два типа вампиризма, который они практикуют или отыгрывают — обычный (питьё крови, применяющих его называют сангвинариями) и «психический» («питание» жизненной энергией других людей). «Реальные вампиры» могут использовать разного рода сексуальные практики, связанные с кровью, сближаясь в этом с отдельными представителями БДСМ-субкультуры. Они обычно формируют пары с «донорами» — теми, кто даёт им свою кровь добровольно. Сангвинарии принимают кровь небольшими порциями, надрезая или прокалывая кожу своих «доноров» (которых также иногда называют «чёрными лебедями»); как правило, они тщательно проверяют состояние здоровья последних, опасаясь различных заболеваний. «Реальные вампиры» соблюдают определённые этические кодексы, регулирующие их взаимоотношения с «обычными» людьми; самый известный свод правил, «Чёрная вуаль», разработан в 1997 году.
По словам «реальных вампиров», они испытывают потребность в крови или энергии с рождения. Как они утверждают, состояние «вампиризма» может передаваться только генетически. Большинство представителей этого направления заявляют, что обладают повышенной чувствительностью к солнечному свету, некоторые также уверяют, что страдают аллергией на чеснок; многие «реальные вампиры» носят накладные клыки или делают операции по их наращиванию. Распространены (особенно среди «психических вампиров») заявления о сверхъестественных способностях — медиумизме, обострённых чувствах, ясновидении, возможности контролировать мысли и чувства окружающих. Отдельные «психические вампиры» даже верят в собственное бессмертие, которое якобы достигается при помощи реинкарнации.

## «Вампиры» и общество
В современном обществе «вампиры» часто становятся объектами высмеивания и пародирования. Их карикатурные образы можно встретить в ряде популярных фильмов и мультсериалов (например, в South Park). Данных представителях чаще можно встретить на различных костюмированных мероприятий, косплей фестивалях и в других местах, где много нестандартно одетых людей.
Однако некоторые «реальные вампиры», искренне верящие в свою «иную природу» и отличающиеся неустойчивой психикой, могут представлять угрозу для общества. Так, в 1996 году во Флориде группа «вампиров» во главе с Родериком Ферреллом совершила жестокое двойное убийство, вызвавшее большой резонанс.